# Olga Bisera
Biser Vukotić, conocida artísticamente como Olga Bisera, Olga Biser, Olga Bis o simplemente Bisera (Mostar –antigua Yugoslavia, actual Bosnia-Herzegovina–, 26 de mayo de 1944) es una actriz retirada, productora, periodista y escritora italiana nacida en Yugoslavia, alejada de la industria cinematográfica desde comienzos de la década de 1980.
Como intérprete de casi una veintena de películas tanto de cine B, en las que priman los continuos desnudos parciales y/o totales, como de autor, tras graduarse en la Academia de Teatro, Cine, Radio y Televisión de Belgrado en 1968 con el profesor Mate Milošević, alcanzó un periodo de particular notoriedad entre los años 1969 y 1982. Como «chica Bond», participó en la cinta The Spy Who Love Me (La espía que me amó) con Roger Moore. También por entonces, posó como modelo para «revistas para hombres» como Playmen (Italia), Interviú (España), Cine Revue Magazine (Francia, 25 abr. 1974), etc.
En su faceta de escritora, publicó en 2009 el libro Ho sedotto il potere (Gremese Editore, ISBN 978-8884405975), en el que la veterana actriz entrevista a grandes personalidades de la política internacional como Muamar el Gadafi (la periodista, acusada de acostarse con el mandatario libio, declaró: «Solo lo entrevisté»), Huséin de Jordania, Bettino Craxi, James Mancham, Sarkozy o Carla Bruni.

## Filmografía
| - Deca vojvode Smita (1967). - Castle Keep (1969). - Beati i ricchi (1972). - L'uccello migratore (1972). - Super Fly T.N.T. (1973). - Diario segreto da un carcere femminile (1973). - Ancora una volta prima di lasciarci (1973). | - Amore libero - Free Love (1974). - Un sussurro nel buio (1976). - Culastrisce nobile veneziano (1976). - La vergine, il toro e il capricorno (1977). - L'occhio dietro la parete (1977). - The Spy Who Loved Me (1977). - 6000 km di paura (1978). |